# キーゲームズ
キーゲームズ(Kee Games)は1973年6月にアメリカのサニーベイルで創業した、アーケードゲーム用ビデオゲーム会社である。しかしその実態は、世界で初めてビデオゲームをビジネスにして成功した、ノーラン・ブッシュネルが作ったダミー会社であった。

## 歴史

### 設立のいきさつ
ブッシュネルは前述通りアタリを創業して成功したが、アーケード業界でさらに販売を拡大する為には、一つネックがあった。それはアメリカではディストリビューター(メーカーから筐体を買い、集客出来そうな所に設置して売り上げを集める業者)の力が強く、ある州であるディストリビューターと契約を結ぶと、その州では別のディストリビューターにも同じでゲームを売る事が事実上出来ない、理不順な制度だった。そこでブッシュネルはダミー会社を作る事を考え、作ったのがキーゲームズである。

### キーゲームズの内容
フィラデルフィア生まれでラサール大学工学部卒業の、ジョセフ・キーナン(Joseph Keenan 1941年 -)に、声をかけて社長に祭り上げた。キーナンがブッシュネルと出会ったきっかけは、ブッシュネルの隣人だからだった。また当時のアタリ(や後に有名になるコンピュータ会社)の社員はラフな外見で、とても急成長企業をしょって立つ様には見えなかったが、キーナンはIBMで販売経験もあり、ビジネスマン的雰囲気だった(もちろん外見が違うからと言って、アタリ社員ともめる様な事は無かった)
つまりキーゲームズのキーはキーナンの愛称"Kee"であり、鍵の"key"ではない。社紋もダミー会社である事を隠す為、アタリとは全く異なるデザインで、社名のKとGを細線により、鍵の様なデザインでまとめている。
重役はブッシュネルとアラン・アルコーンが勤めたが、アタリと兼任している事は伏せておいた。最後に技術者(ゲームデザイナー)のスティーブ・ブリストーは、アタリからキーゲームズに寝返った事にしておいた。ブリストーはキーゲームズ時代、ビデオゲーム黎明期の傑作の一つ「タンク」を作り上げている。
そしてあるディストリビューターにはアタリの、別のディストリビューターにはアタリとよく似たキーゲームズのゲーム（アタリからのコピーゲームのふり）を売り込み、どちらが売れても収入はアタリに行く様にした。

### アタリへの吸収合併
この企みは完全に成功し、ビデオゲームが売れさえすれば、ディストリビューターはどこの会社でも気にしなくなった。こうなるとダミー会社も必要なくなり、キーゲームズの維持費も負担になって来たので、アタリは1974年9月にキーゲームズを吸収合併した。合併時・合併後のアタリとキーナン達の動きはアタリも参照。
キーナンはアタリ退職後も、アタリとは別にブッシュネルが創業した「ピザタイムシアター」の社長を、ブッシュネルの後任として勤めた事がある(ピザタイムシアターについてはノーラン・ブッシュネル参照)

## 主なゲーム作品
キーゲームズは合併後ブランド名として残された為、暫くはアタリ／キーゲームズの名でゲームが出た。キーゲームズがアタリの分身だと言う話は、合併後も余り明らかにされなかったので(すぐ公開すると、ディストリビューターの反発を買った可能性がある為とも考えられる)アタリとキーゲームズの関係は比較的近年まで、多くの人がよく知らなかった。マイコンBASICマガジンでアーケードファンのコーナーを担当していた見城こうじも、スーパーバグの紹介の時「キーゲームズはアタリの子会社だろう」と語るのみにとどまっている。
- 1974年 -  エリミネーション
- 1974年 -  フォーミュラK
- 1974年 -  スパイク(アタリ「リバウンド」のコピーゲームのふり)
- 1974年 -  タンクシリーズ
- 1975年 -  インディ800(アタリ「GT-X」シリーズの続編)
- 1976年 -  クイズショー
- 1976年 -  スプリントシリーズ
- 1977年 -  スーパーバグ
- 1977年 -  ウィッチハント
- 1979年 -  ドラッグレース

## その他
- キーゲームズのタンクがドイツに輸出された後、電源にトラブルが発生し、アタリから誰かが出向いて修理せねばならなくなったが、この時ドイツに行ったのがスティーブ・ジョブズである。ドイツ出張後の顛末はスティーブ・ジョブズを参照。
- ある雑誌におけるインタビューで、キーナンが語った語録

「ブッシュネルはビデオゲーム業界のヘンリー・フォードだ。フォードは自動車を発明していないが、多くの人がフォードが発明したと思っている。歴史とはそういうものだよ」